# 餃子的王將

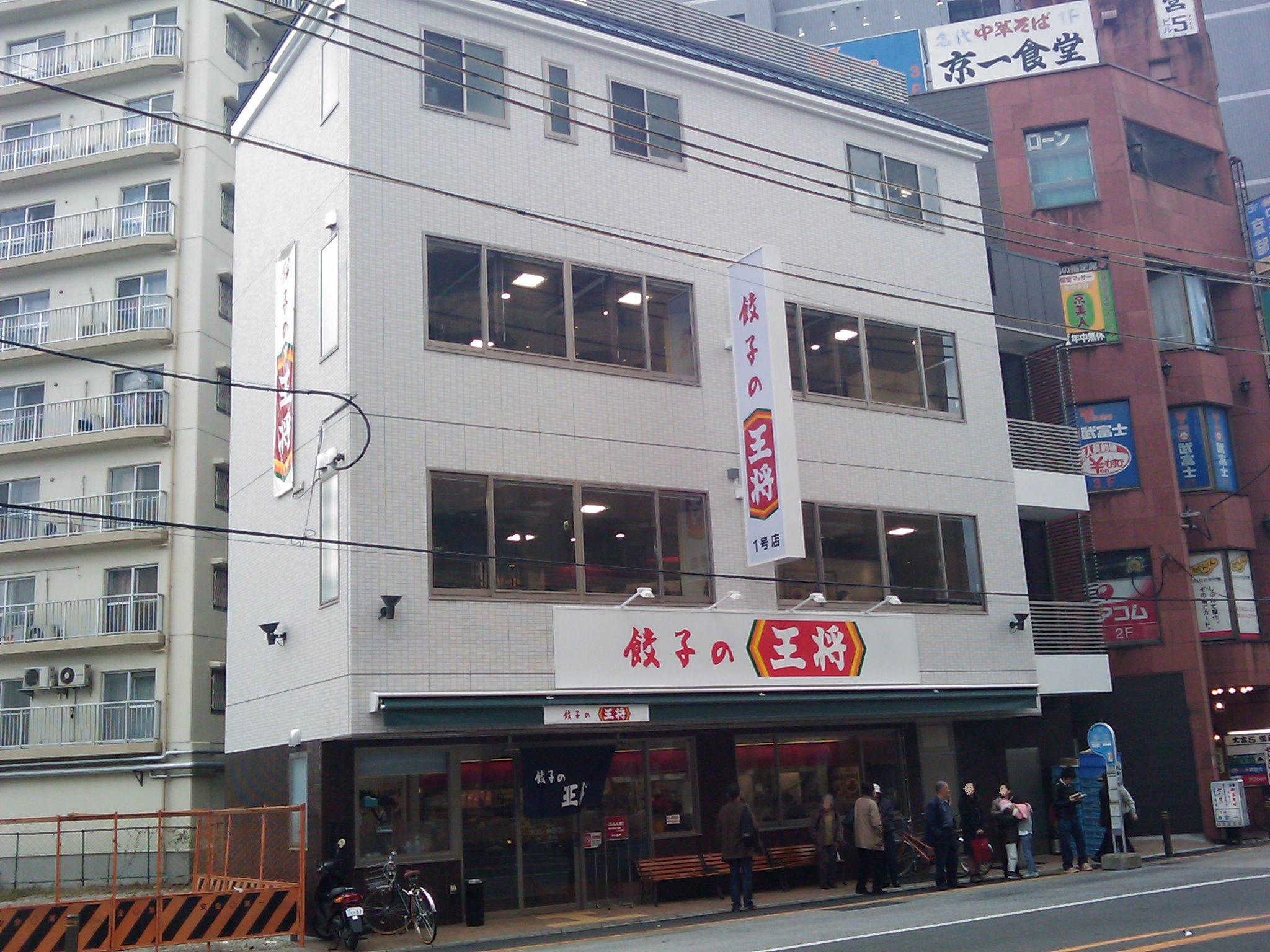
位在京都市中京區的四條大宮店是王將的餃子創業的一號店。攝於2009年時。

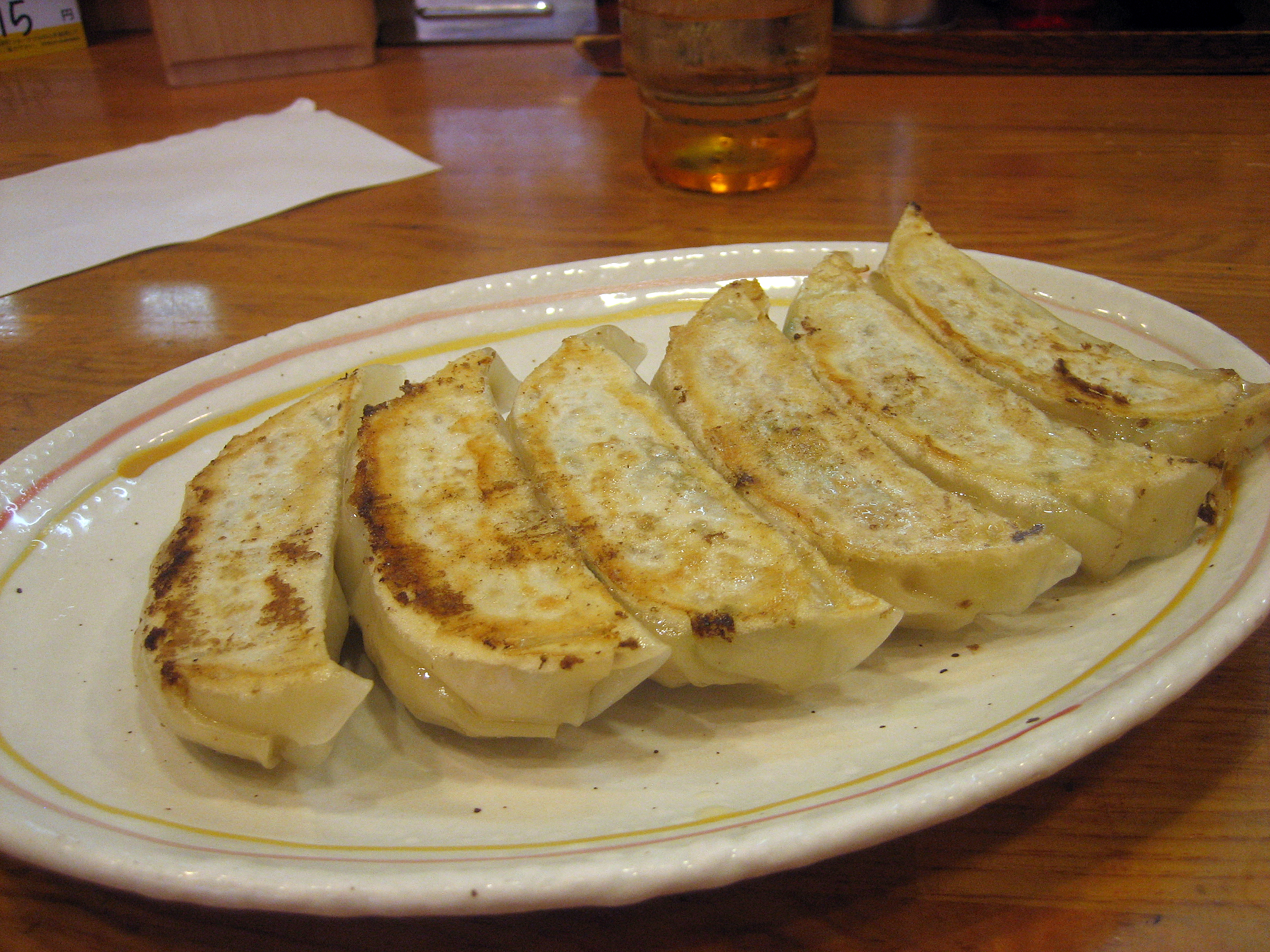
王将饺子的招牌餐品

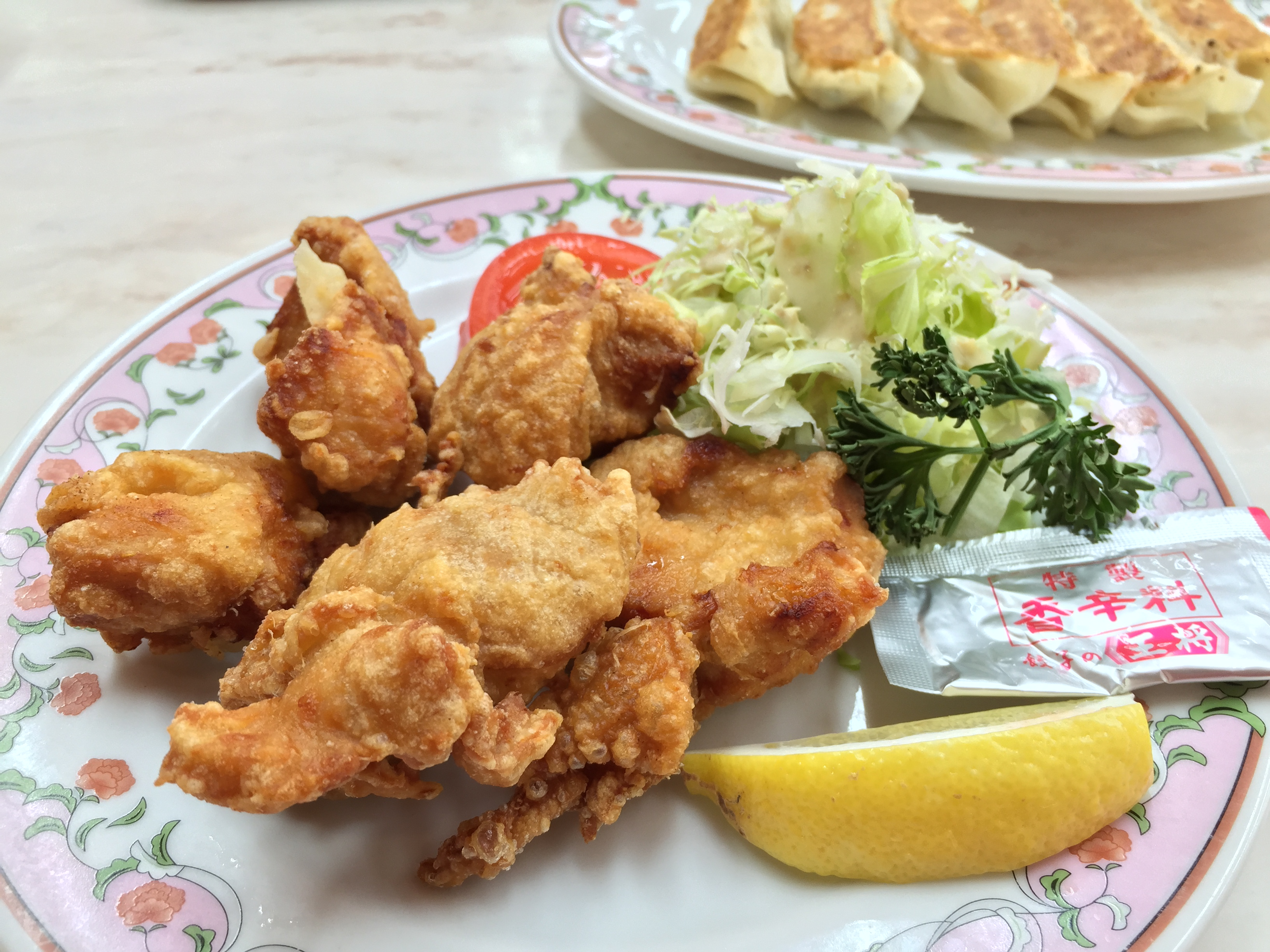
唐扬

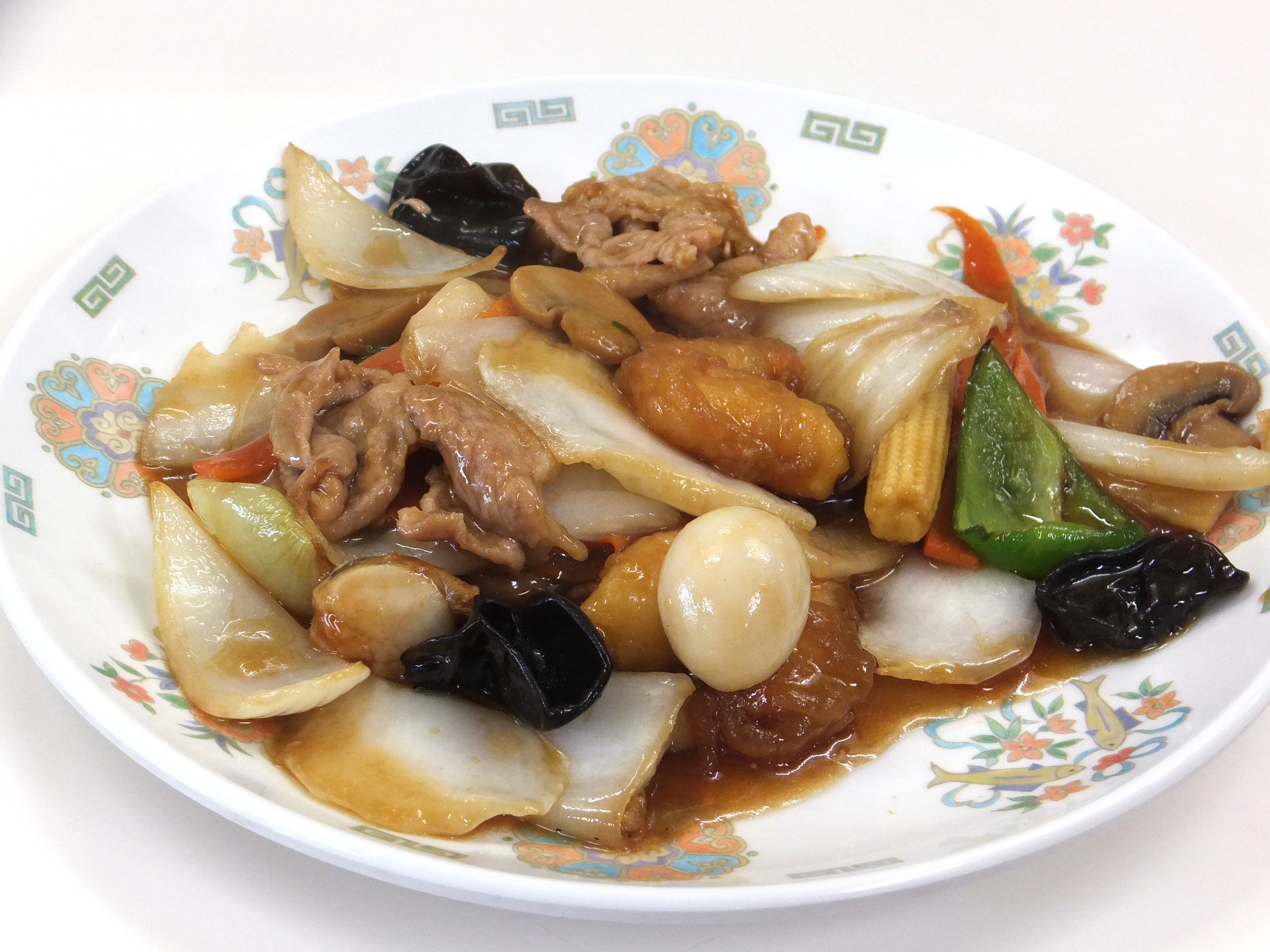
八寶菜

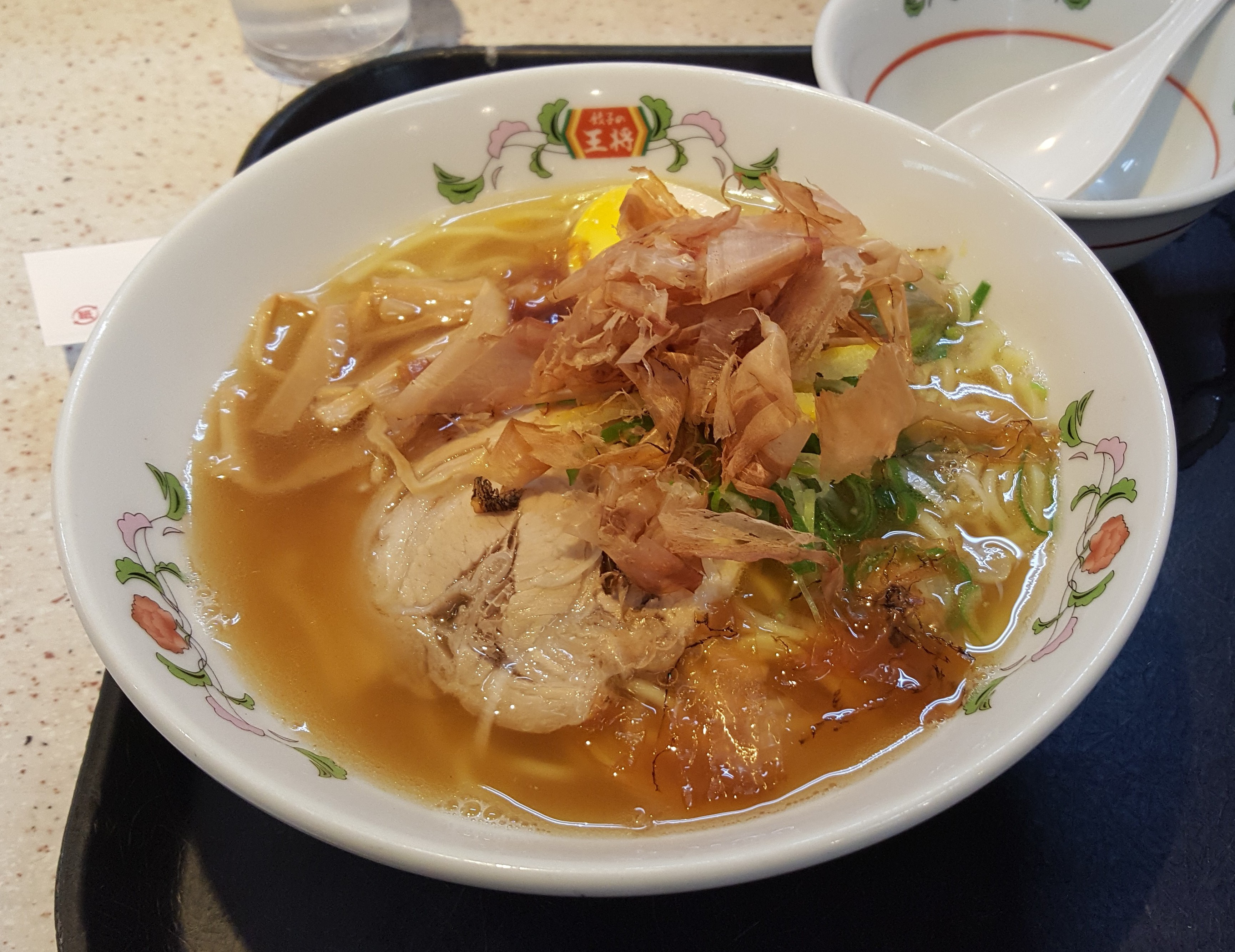
日本拉面

餃子的王將（日语： Gyōza no ōshō，通称；在2000年代進軍中國大陸時曾使用過王將餃子的中文名）是一家發源於京都市、在日本全國各地都擁有分店的連鎖餐廳，銷售以大阪風的餃子（日式煎餃，與中华菜的鍋貼有本質上的區別）為核心的中華料理。實際經營的幕後公司是王將食品服務，是一家總公司設於京都府京都市山科區，在大阪證券交易所掛牌的上市公司。由於關西地區還存在一家以大阪為起源地、名稱類似的中華料理連鎖大阪王將，餃子的王將也經常被稱呼為京都王將以作為區別。除日本本土的連鎖外，餃子的王將也陸續在中國大陸（已撤出）與台灣設立海外連鎖。

## 歷史
1967年在京都市中京區四條通上開設第一家店面（四條大宮店）；至1970年代，於東京開設分店。截至2009年3月31日，餃子的王將共擁有344家直營店，與183家加盟店，除沖繩與部分九州及東北地方的縣分外，連鎖涵蓋範圍遍及日本主要地區。
為了配合各地不同的飲食習慣，除了煎餃等基本的菜色之外，還根據地區差異制訂有關東、關西與九州等不同內容組合的地區性菜單。餐廳內的食材主要是由設置在京都市（西野山工廠）、久御山町（久御山工廠）、船橋市（船橋工廠）與福岡市（九州工廠）的四所中央廚房供應。
2008年，朝日啤酒入股王將食品服務，為該公司主要股東，因此餃子的王將店內所使用的各種酒精飲料或軟性飲料，也全是由朝日啤酒與其子公司朝日飲料（アサヒ飲料）提供。

## 海外發展

### 中國大陸
餃子的王將在2005年8月首度向海外發展，在中華人民共和國大連市開設分店，並陸續拓展成5家分店的店鋪網。但由於業績欠佳，於2014年12月，宣告關閉中國最後一家店。

### 臺灣
社長渡邊直人於2016年6月舉辦的股東大會上公開餃子的王將進軍臺灣市場的計畫，經數月籌備後臺灣1號店於2017年4月在高雄市左營區的漢神巨蛋購物廣場開設，2號店則開在高雄漢神百貨本館。北部2019年首店即台灣直營3號店，於台北統一時代百貨開幕。
| 分店           | 電話         | 地址                        | 營業時間                                      |
| -------------- | ------------ | --------------------------- | --------------------------------------------- |
| 統一時代店     | 02-2723-7170 | 台北市信義區忠孝東路五段8號 | 週日至週四 11:00-21:00 週五至週六 11:00-21:30 |
| 高雄漢神巨蛋店 | 07-5867556   | 高雄市左營區博愛二路777號   | 週六至週三 11:00-22:00 週四至週五 11:00-22:30 |

## 事件
2013年12月19日上午，王将食品服务社长大東隆行在总部大门前遭枪杀，右胸與左側腹共遭擊中三槍大量失血，在路過的員工發現報警前已身亡。透過調閱現場附近的監視器影像，負責調查的京都府警察山科警察署研判嫌犯是事先埋伏於大東社長通勤路線上的死角並尾隨他的座車至現場後行兇，預謀犯案的成分極高。
2017年10月14日，日本廣島縣廿日市市一間餃子的王將多日不換調理用油，導致一名員工身體不適，跟上司反映後，上司表示常換油的話根本賺不到錢，出言批評反映員工，導致員工罹患憂鬱症申請職災。餃子的王將發言人表示，「對於這位員工的職災申請誠摯接受，並且會全力配合勞基署進行調查」。

## 外部連結
- 餃子の王将 （页面存档备份，存于）
- 餃子の王将 公式的X（前Twitter）
- 餃子の王将［日本を美味しく］的Facebook專頁
- 餃子の王將—台灣的Facebook專頁
- YouTube上的餃子的王將頻道
- 鹿児島 餃子の王将 （页面存档备份，存于）